# باشگاه فیتنس

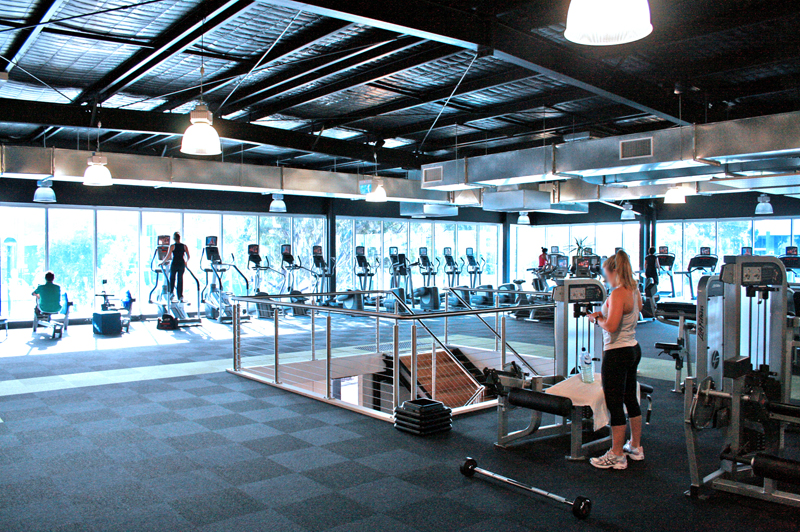
نمایی از یک باشگاه امروزی

باشگاه فیتنس یا باشگاه سلامت (به انگلیسی: Health club) به سالن‌های ورزشی گفته می‌شود که مردم باهدف‌هایی همچون رسیدن به‌تناسب بدنی، کم کردن وزن اضافی یا پس از یک عمل جراحی تلاش برای برگرداندن عضلات آسیب‌دیده به حالت طبیعی یا فقط گذران اوقات فراغت همراه با انجام فعالیت منظم جسمانی بدان جا می‌روند.
در سال‌های گذشته، شمار خدمت‌دهندگان فیتنس و سلامت افزایش یافته‌است و این، هواداران این باشگاه‌ها را در میان مردم گسترش داده‌است. امروزه باشگاه‌های فیتنس و تناسب اندام مرجعی برای خدمات بهداشتی و درمانی شده‌اند که باعث افزایش پایبندی به انجام فعالیت بدنی می‌شوند.

## ویژگی‌های باشگاه ورزشی مناسب
یک سالن ورزشی مناسب می‌بایست نیازهای شخصی فرد را برآورده کند.
- سالنی در نزدیکی خانه یا محل کار پیدا کنید، فردی که به سالن ورزشی نزدیک خانه‌اش می‌رود، می‌تواند صبح‌ها به سالن رفته و بعد دوش بگیرد و به سرکار برود.
- اگر مسئول عضویت به شما پیشنهاد کنند در مقابل تخفیف در هزینه ماهانه، پول عضویت چند سال را از پیش بپردازید، باید حواستان را بیشتر جمع کنید. این پیشنهادها به معنای آن است که سالن ورزشی ازلحاظ مالی دچار مشکل است.
- یکی از مکان‌های مهم در سالن‌های ورزشی اتاق رختکن است؛
- اتاق رختکنی که به‌هم‌ریخته باشد و حوله‌ها در آن روی زمین انباشته‌شده باشند و محل دوش گرفتنش کثیف باشد، یک ویژگی منفی بزرگ برای سالن ورزشی است. اطمینان حاصل کنید که اتاق رختکن بهداشتی است، حوله‌ها به‌طور مرتب عوض می‌شوند و تجهیزات کافی دارد به‌طوری‌که پس از ۱ ساعت ورزش کردن مجبور نیستید برای یک دوش خالی منتظر بمانید.
- کمدهای شخصی مهم هستند به‌خصوص اگر پیش یا پس از کار به سالن می‌روید و نیاز به محلی ایمن برای قرار دادن لباس کار و چیزهای قیمتی‌تان دارید. مطمئن شوید که کمدهای شخصی در سالن وجود دارند و ایمن هستند هزینه در اختیار داشتن آن‌ها چقدر است.
- سالن‌های تناسب‌اندام معمولاً در شروع، خدماتی مانند یک جلسه رایگان با مربی شخصی را به مشتریان عرضه می‌کنند.

## نگارخانه

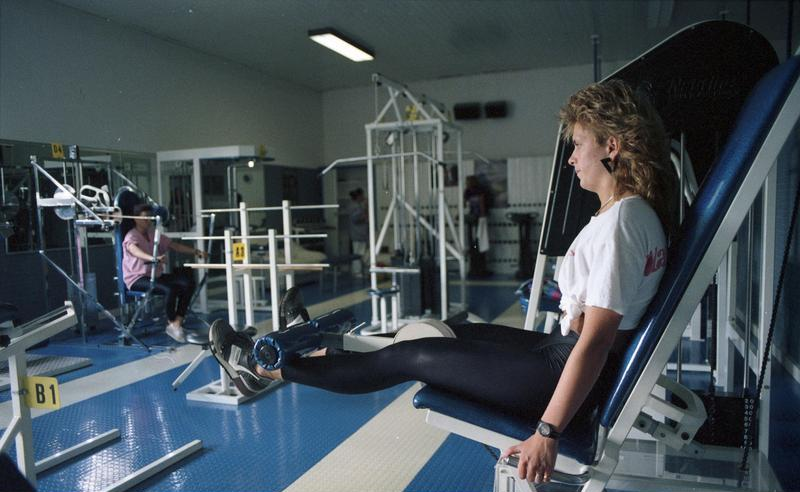
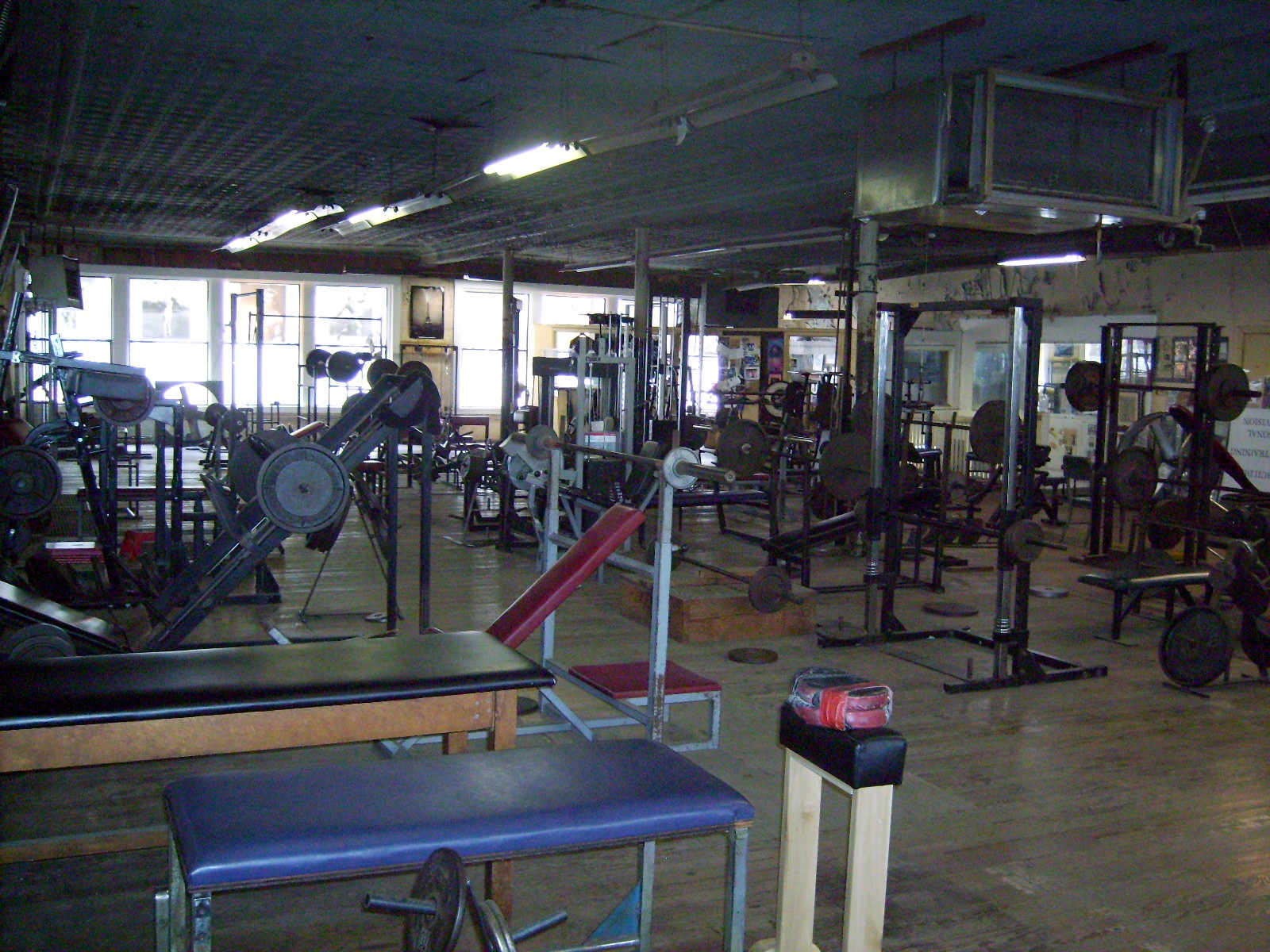
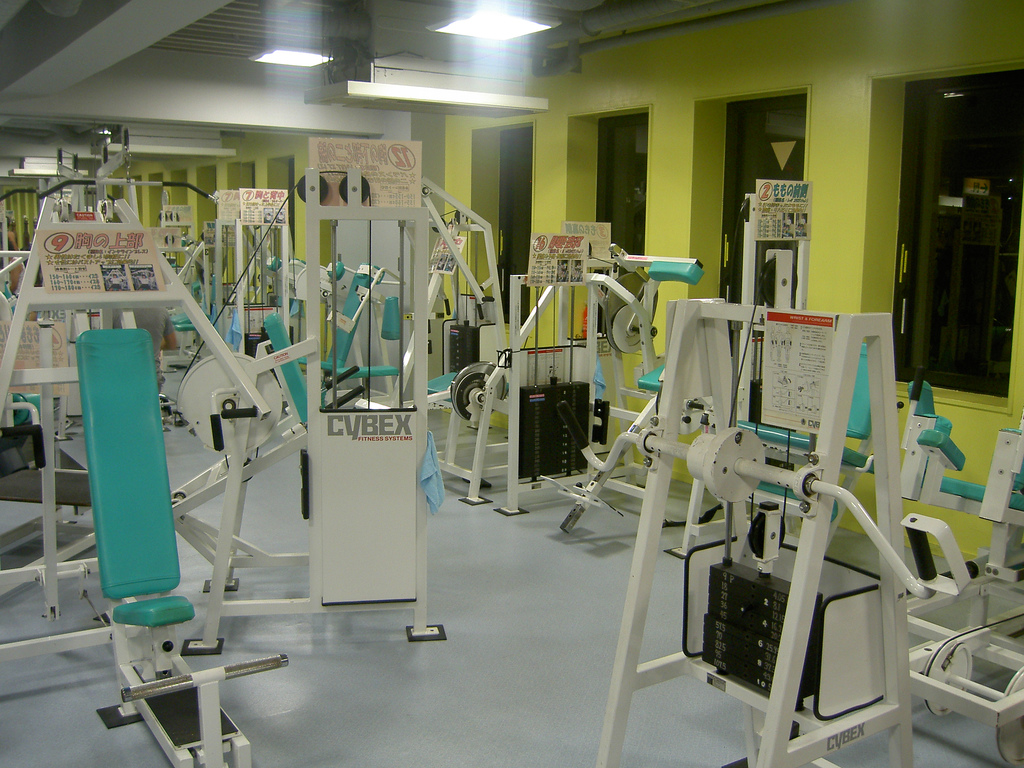
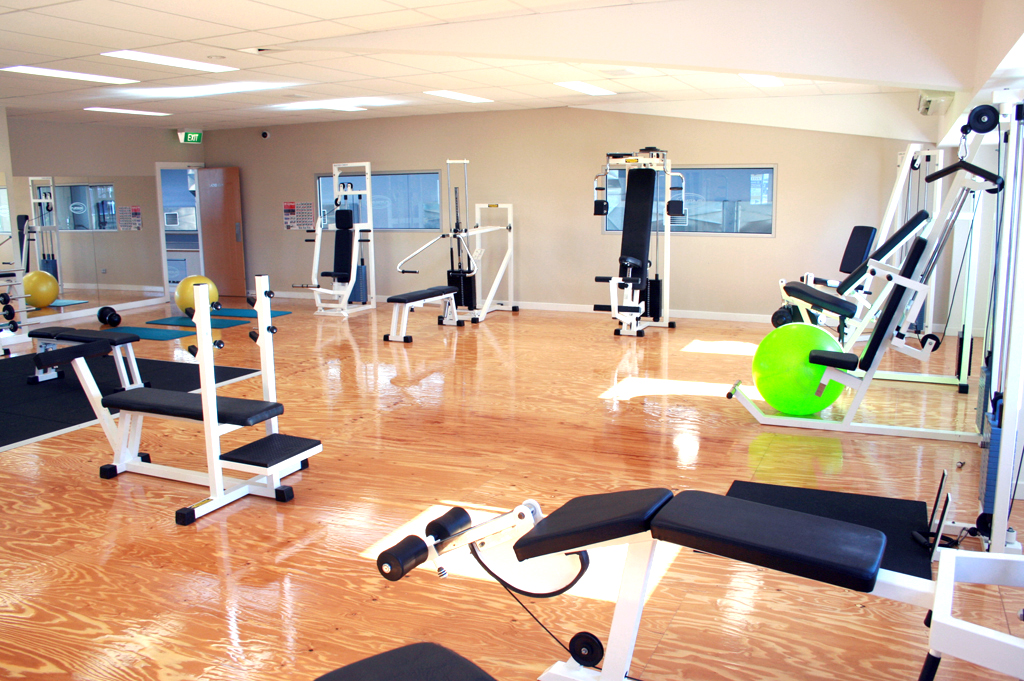
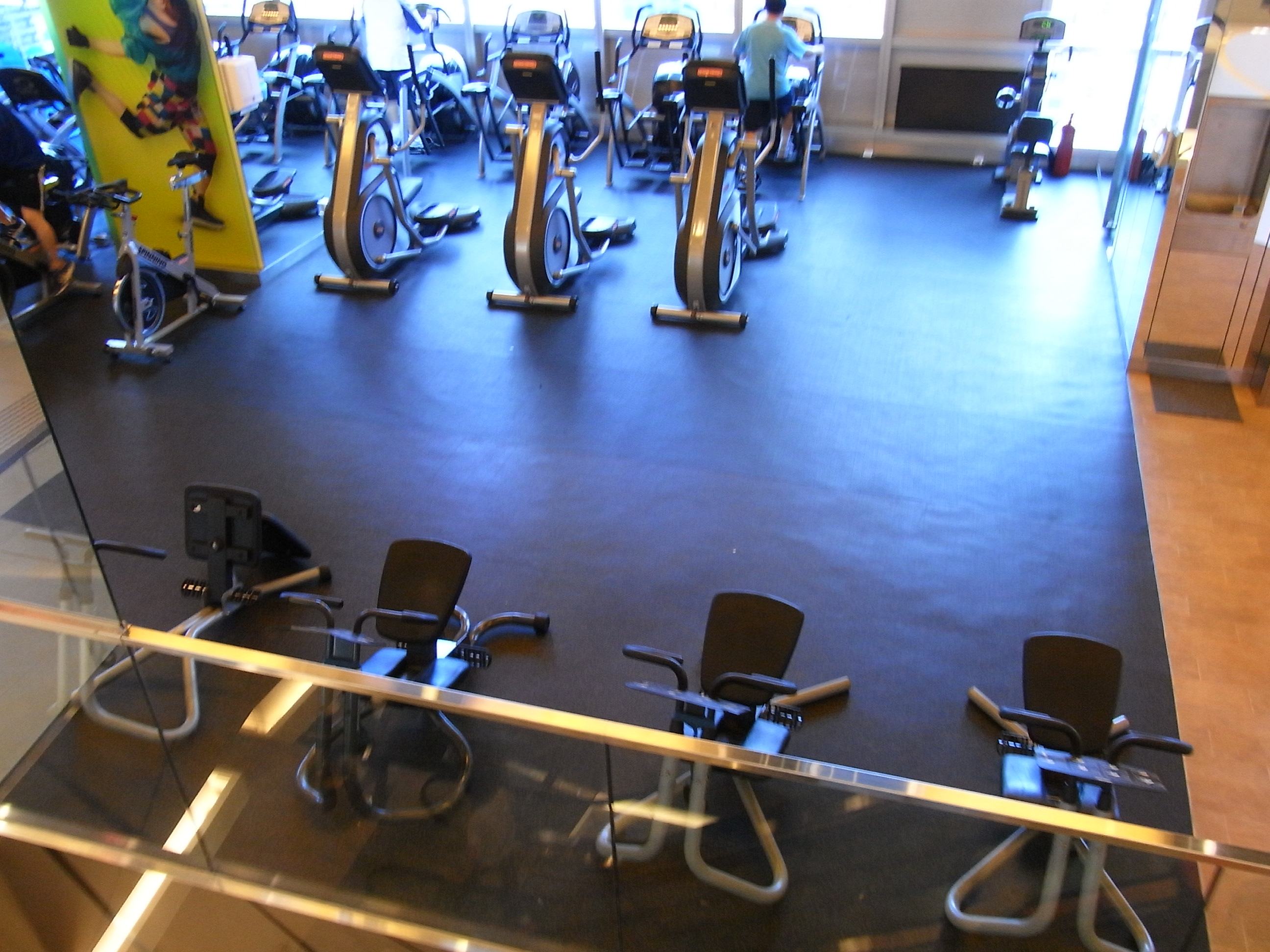
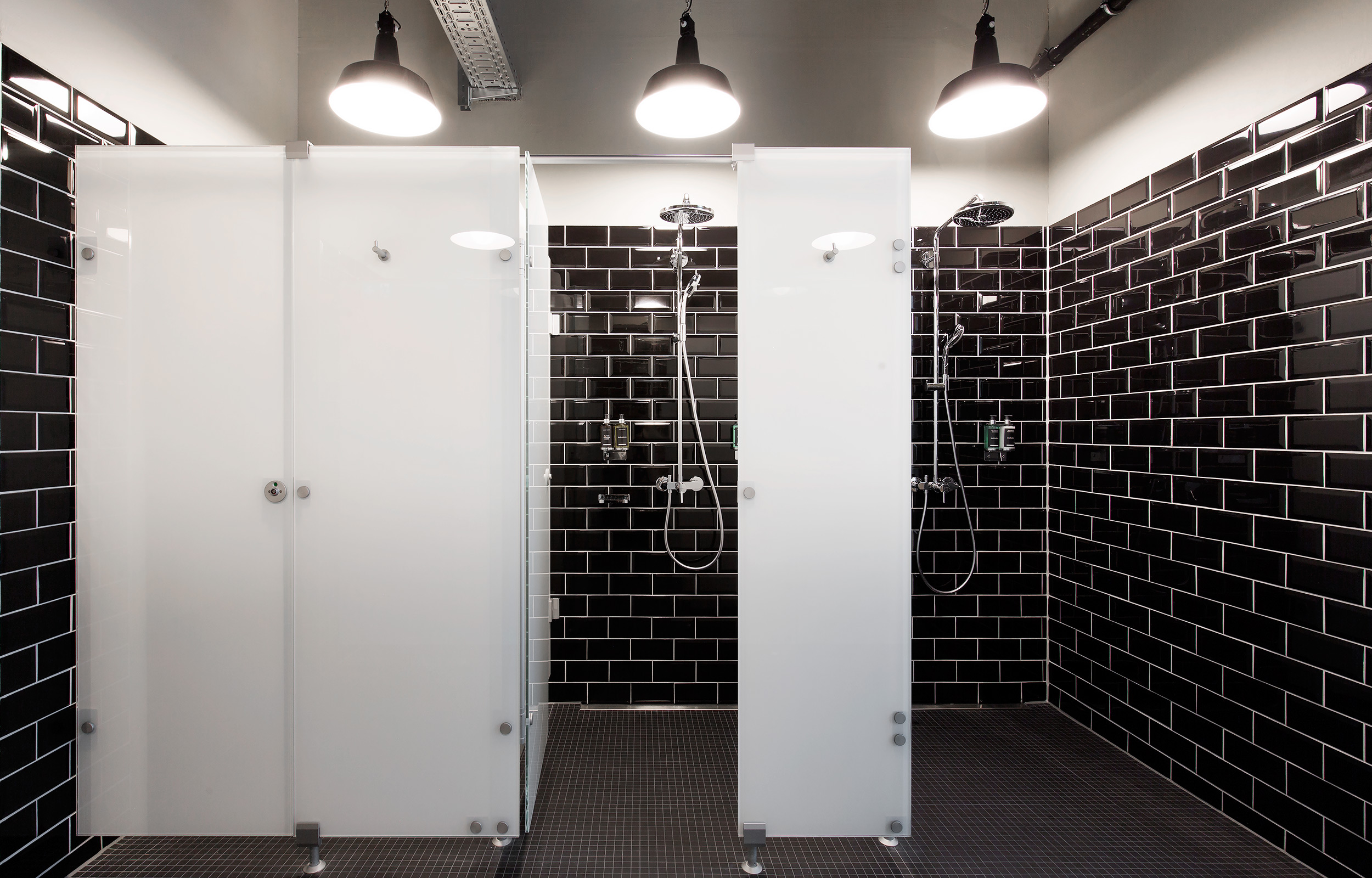